# Фоллс-Сіті (Техас)
Фоллс-Сіті (англ. Falls City) — місто (англ. city) в США, в окрузі Карнс штату Техас. Населення — 514 особи (2020).

## Географія
Фоллс-Сіті розташований за координатами 28°58′54″ пн. ш. 98°1′18″ зх. д. / 28.98167° пн. ш. 98.02167° зх. д. (28.981666, -98.021565).  За даними Бюро перепису населення США в 2010 році місто мало площу 2,36 км², з яких 2,31 км² — суходіл та 0,05 км² — водойми.

## Демографія
Згідно з переписом 2010 року, у місті мешкало 611 осіб у 242 домогосподарствах у складі 169 родин. Густота населення становила 259 осіб/км².  Було 264 помешкання (112/км²).
Расовий склад населення:
| - 93,6 % — білих - 0,8 % — корінних американців - 0,2 % — чорних або афроамериканців - 3,6 % — осіб інших рас |

До двох чи більше рас належало 1,8 %. Частка іспаномовних становила 21,3 % від усіх жителів.
За віковим діапазоном населення розподілялося таким чином: 26,0 % — особи молодші 18 років, 59,9 % — особи у віці 18—64 років, 14,1 % — особи у віці 65 років та старші. Медіана віку мешканця становила 38,1 року. На 100 осіб жіночої статі у місті припадало 96,5 чоловіків;  на 100 жінок у віці від 18 років та старших — 94,0 чоловіків також старших 18 років.
Середній дохід на одне домашнє господарство  становив 74 916 доларів США (медіана — 56 458), а середній дохід на одну сім'ю — 84 889 доларів (медіана — 76 484). За межею бідності перебувало 12,9 % осіб, у тому числі 25,9 % дітей у віці до 18 років та 13,3 % осіб у віці 65 років та старших.
Цивільне працевлаштоване населення становило 322 особи. Основні галузі зайнятості: освіта, охорона здоров'я та соціальна допомога — 33,9 %, мистецтво, розваги та відпочинок — 10,9 %, роздрібна торгівля — 9,9 %, виробництво — 9,0 %.